# قلعه سیبه
قلعه سیبه دژی تاریخی است واقع در دهستان کوخرد در بخش کوخرد شهرستان بستک در غرب استان هرمزگان و یکی از نقاط دیدنی استان هرمزگان در جنوب ایران است.

## مقر حاکم قلمرو سیبه
قلعه سیبه مقر حاکم قلمرو سیبه در زمان زرتشتیان (گورها) بوده که بر این منطقه حاکم بودند و بنا به گفته ریش‌سفیدان وبزرگسالان محل، نام قدیم منطقه سیبه بوده‌است وحاکمان این محل مناطق بسیاری زیر نظر داشته‌اند.
وهمانطور که از گفتار کهنسالان روایت است قلعه سیبه مقر حاکم سیبه بوده، قلعه سیبه، قلعه‌ای بسیار بزرگ بوده و دور تا دور قلعه حصار بند بوده و بواسطه یک خندق بسیار بزرگ از دژ و ساکنین قلعه حفاظت می‌شده، این خندق از ورود افراد بیگانه به درون دژ جلوگیری می‌کرده و هرکس که می‌خواسته وارد قلعه شود می‌بایست از روی پلی که رو بروی دروازه اصلی قلعه و روی خندق ایجاد شده بود عبور کند که به‌وسیله نگهبانان کنترل می‌شد که پس از بررسی و بازجویی اجازه ورود به داخل قلعه می‌دادند.

## جایگاه دژ
اما جایگاه قلعه از طرف جنوب چاه عالی و حمام سیبه رو به‌طرف قبله بوده وضلع برج شرقی قلعه در جایی که حالا درواه شمو جاری است قرار داشته در بغل حمام سیبه، بازمانده‌های دژ هنوز در غرب و جنوب چاه عالی بجا مانده‌است و آثارش به چشم می‌خورد، همچنین بقایای حمام سیبه وزیر زمینها وبرج بارو اطراف آن که هنوز به شکل واضح دیده می‌شود، معبد سیبه از طرف مشرق قلعه قرار داشته‌است، از طرف جنوب معبد یک درخت تنومندی بوده بنام گز سیبه، همچنین دو قلعه دیگر نیز وجود داشته، یکی در کوه شمال به نام قلعه توصیله و دیگر در جنوب قلعه سیبه بنام قلعه آماج.
عموماً به‌طور کلی قلعه سیبه در مسافت ۱۰۰۰ متری مغرب دهستان فعلی کوخرد واقع است و در بخش کوخرد قرار دارد.

## نگاره
از: آقای بارکار.

## فهرست منابع و مآخذ
- محمدیان، کوخری، محمد، «به یاد کوخرد»، ج۱. چاپ اول، دبی: سال انتشار ۲۰۰۳ میلادی.
- درگاه فهرست آثار ملی ایران
- محمد، صدیق «تارخ فارس» صفحه‌های (۵۰–۵۱)، چاپ سال ۱۹۹۳ میلادی.
- الکوخردی، محمد، بن یوسف، (کُوخِرد حَاضِرَة اِسلامِیةَ عَلی ضِفافِ نَهر مِهران Kookherd, an Islamic District on the bank of Mehran River) الطبعة الثالثة، دبی: سنة ۱۹۹۷ للمیلاد.
- فهرست آثار فرهنگی تاریخی ثبت شده در فهرست آثار ملی شهرستان بستک[پیوند مرده]
- محمدیان، کوخردی، محمد،  (شهرستان بستک و بخش کوخرد) ، ج۱. چاپ اول، دبی: سال انتشار ۲۰۰۵ میلادی.